# Mimberge

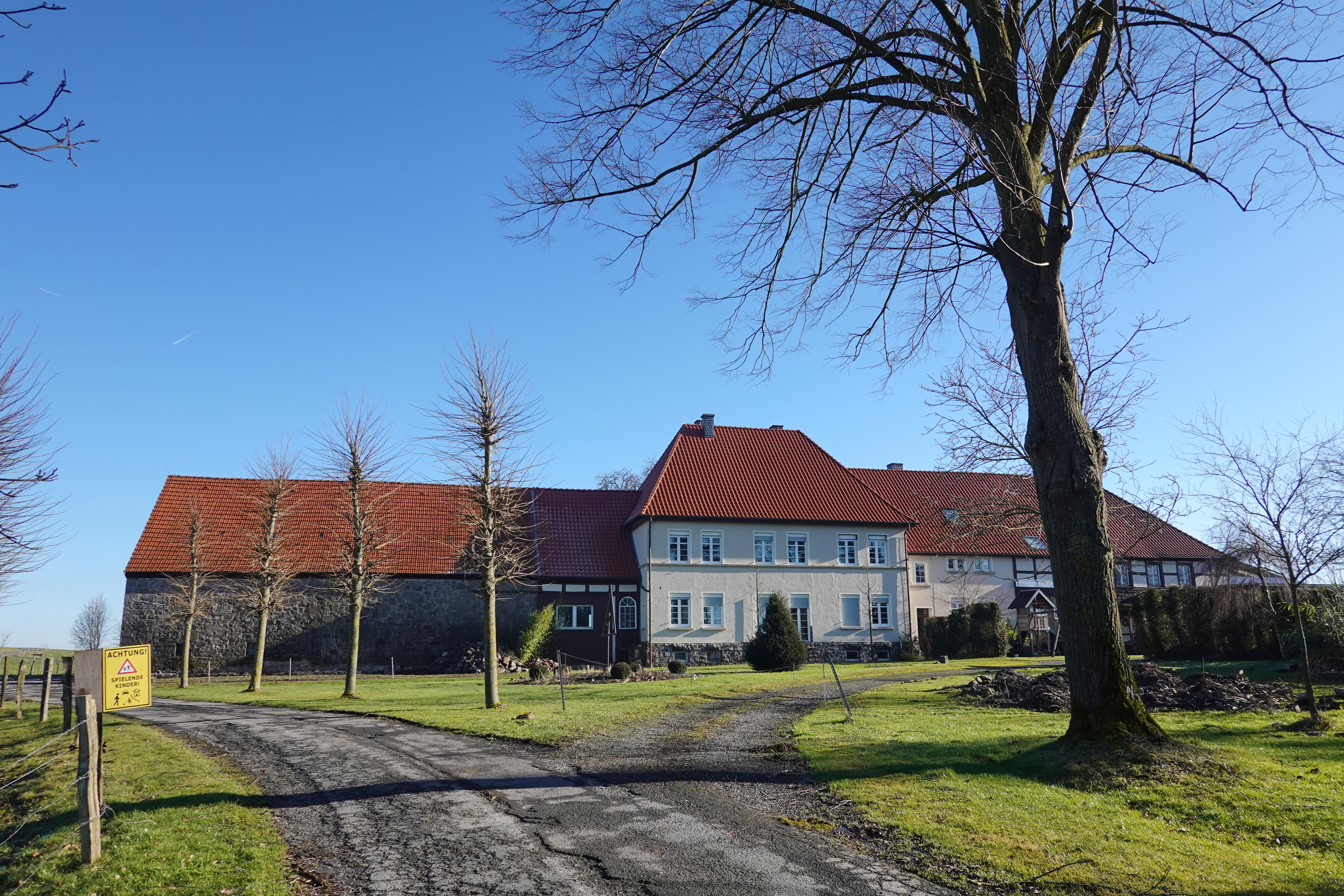
„Hof Mimberge“

Mimberge ist ein Weiler des Ortsteils Holzen der Stadt Arnsberg und liegt südlich von ihm östlich der Landstraße 682. An den öffentlichen Personennahverkehr ist Mimberge durch die Stadtbuslinie C8 der Regionalverkehr Ruhr-Lippe GmbH angeschlossen. Mimberge liegt mit seiner überwiegenden Fläche im Landschaftsschutzgebiet Holzen / Mimberge.

## Geschichte
Mimberge wird im Jahr 1203, als ein großer „Hof Mimberge“ an der bedeutenden Straßenkreuzung „Königsstraße von Menden nach Arnsberg“ und der „Königsstraße von Balve nach Schwiedinghausen“ beschrieben. Erstmals urkundlich erwähnt wird Mimberge als „Curtis Emen(m)berg“. Der Name wird als „Berg des Emmo“ gedeutet.
Das Kloster Oelinghausen erwarb 1203 den Haupthof Mimberge vom Kloster Scheda. Zur damaligen Zeit war der Hof der größte der Bauerschaft „Holthusen vor me Lure“. Anfangs wurde Mimberge von den Klosterbewohnern selbst bewirtschaftet, später erfolgte über Jahrhunderte hinweg die Verpachtung des Gutes.
Nördlich des Hofes wurde damals Baryt abgebaut. Pingen und eine kleine Halde des früheren Abbaues sind noch zu finden.
An der heutigen Hofeinfahrt Mimberge 1 befindet sich das zuletzt in den 1990er Jahren erneuerte Hofkreuz des damaligen Haupthofes mit der Aufschrift „Gott mit uns“, das damals auf der gegenüberliegenden Straßenseite stand. Ein zweites Kreuz, das damals neben dem Backhaus des Hofes stand, wurde in den 1920er Jahren, nachdem es abgefault und umgefallen war, an einen Baum auf der gegenüber liegenden Straßenseite gebunden.